# Три акра и корова

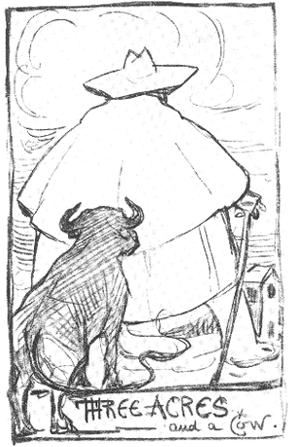
Карикатура Гилберта Кита Честертона на самого себя, иллюстрирующая лозунг «Три акра и корова»

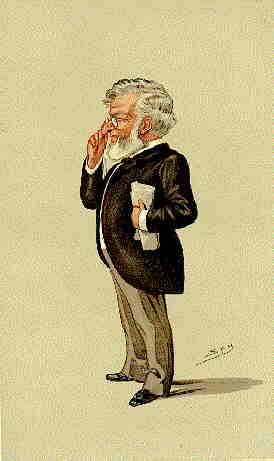
Карикатура на Джесси Коллингза в «Ярмарке тщеславия».

Три акра и корова (англ. Three acres and a cow) — лозунг сторонников земельной реформы в Великобритании в 1880-х годах, возрожденный дистрибутистами в 1920-х годах. Смысл лозунга — призыв предоставить всем желающим земельный участок, достаточный для безбедного существования.
Эта фраза была использована впервые Эли Хамширом (Eli Hamshire) в письме к Джозефу Чемберлену и Джесси Коллингзу в начале 1880-х годов. Хамшир действительно владел тремя акрами земли. Коллингз использовал эту фразу в качестве лозунга во время своей кампании за земельную реформу в 1885 году, а сама фраза стала использоваться как лозунг борьбы против сельской бедности. Самого Коллингза часто иронично называли «Коллингз трех акров и коровы» (Three Acres and a Cow Collings).
Дж. Чемберлен использовал данный лозунг для своей «Радикальной программы» (Radical Programme): он призывал местные власти к покупке земли для предоставления земельных участков всем, кто желал бы на них работать. Такие участки должны были предоставляться за справедливую арендную плату в размерах до 1 акра (4000 м²) пахотной земли и до 4 акров пастбищ.
Г. К. Честертон в своей книге «Что не так с этим миром» использовал эту фразу, чтобы резюмировать свои собственные дистрибутистские взгляды.